# Barypenthus ferrugineus
Barypenthus ferrugineus är en nattsländeart som beskrevs av Navás 1934. Barypenthus ferrugineus ingår i släktet Barypenthus och familjen böjrörsnattsländor. Inga underarter finns listade i Catalogue of Life.